# Kendji Girac
Kendji Girac, nato Kendji Maillé (Bergerac, 3 luglio 1996), è un cantante francese.
Ha ottenuto grande successo grazie alla vittoria del talent show francese The Voice: La Plus Belle Voix nel 2014. Durante la sua carriera musicale ha pubblicato due album, accompagnato da singoli di successo.

## Biografia
È un nomade di origine Gitana. Ha vinto la terza stagione del talent show televisivo The Voice: la plus belle voix. Il suo primo album Kendji pubblicato nel settembre del 2014, ha raggiunto la prima posizione della classifica Syndicat national de l'édition phonographique ed è stato certificato come il secondo album più venduto del 2014 in Francia dopo Racine carrée di Stromae. I singoli estratti dal suo album di debutto sono: Color gitano, Andalouse, Elle m'a aimé, Conmigo, Cool.' Questi ultimi due singoli rilasciati nel 2015.
Un secondo album viene pubblicato il 30 ottobre del 2015, intitolato Ensemble. Da quest'album sono stati estratti i singoli: Me Quemo, Les yeux de la mama, No me mires más, Tu y yo. che hanno riscosso un buon successo in Europa, soprattutto in Francia.

## Discografia

### Album in studio
- 2014 – Kendji (reissue 2015)
- 2015 – Ensemble
- 2018 – Amigo
- 2020 – Mi vida

### EP
- 2014 – Kendji Girac EP

### Singoli
- 2014 – Color gitano
- 2014 – Andalouse
- 2014 – Elle m'a aimé
- 2014 – Cool
- 2014 – Je m'abandonne
- 2014 – La bohème (cover di Charles Aznavour)
- 2015 – Conmigo
- 2015 – Les richesses du cœur
- 2016 – No me mirès màs
- 2016 – Tu y yo
- 2018 – Tiago
- 2020 – Bebeto (con Soolking)

### Collaborazioni
- 2015 – One Last Time (Attends-moi) (Ariana Grande featuring Kendji Girac)